# Petacas
De Petacas is een vulkaan gelegen in het Colombiaanse departement Nariño. De lavakoepel van 4054 meter hoog ligt ten noordoosten van de Doña Juana.